# Anthodon decussatum
Anthodon decussatum är en benvedsväxtart som beskrevs av Ruiz och Pav. Anthodon decussatum ingår i släktet Anthodon och familjen Celastraceae. Inga underarter finns listade.